# Santuario del Señor de la Buena Muerte en Reducción

## Historia
El Santuario del Señor de la Buena Muerte (también llamado Santo Cristo o Cristo de la Buena Muerte) se encuentra en la localidad de Villa Reducción, al sur de la Provincia de Córdoba (Argentina). La localidad de Villa Reducción está ubicada en la margen norte del Río Cuarto. Durante el período colonial, existió en esta zona de frontera una reducción a cargo de la Compañía de Jesús en 1691. Posteriormente se instala una segunda reducción a cargo de la Orden Franciscana hasta la década de 1780. A fines del siglo XVIII quedó solo un pequeño caserío que conservó el nombre de "Reducción". Recién a partir de 1795 resurge el pueblo con una nueva fundación por parte del capitán Francisco Domingo Zarco. En este poblado comienza la veneración de una imagen de Cristo crucificado bajo la advocación de La Buena Muerte. Se supone que la imagen fue donada por el fundador del pueblo, Capitán Francisco Domingo Zarco, y la primera capilla debió construirse entre 1795, el año de fundación, y 1800. Esta primera capilla tenía la arquitectura típica de la zona pampeana en esa época, muros de adobe y techo de varazón y paja, por lo que necesitó continuos trabajos de reconstrucción como los que en 1844 realizó Cayetano Fernández. En 1869 el sacerdote italiano Quírico Porreca emprendió una nueva reconstrucción. Hacia 1878 los clérigos franciscanos de Propaganda Fide, llegados de Italia, inician la construcción de un nuevo templo que se habilitaría en 1879 y es el que existe actualmente. A principios del siglo XX el templo sufre una serie de reformas, se agregan las naves laterales y el campanario. El pintor de origen italiano Carlos Camilloni (1882-1950), que anteriormente había colaborado con Emilio Caraffa en la decoración interior de la Catedral de Córdoba (Argentina), pinta en el techo un fresco alusivo a la historia del Señor de la Buena Muerte y se construye también un gran hospicio para peregrinos. Entre 1928 y 1931 se levanta la casa parroquial de grandes dimensiones e importante arquitectura, lo que demuestra el progresivo desarrollo de la devoción religiosa en la localidad y zonas aledañas. 

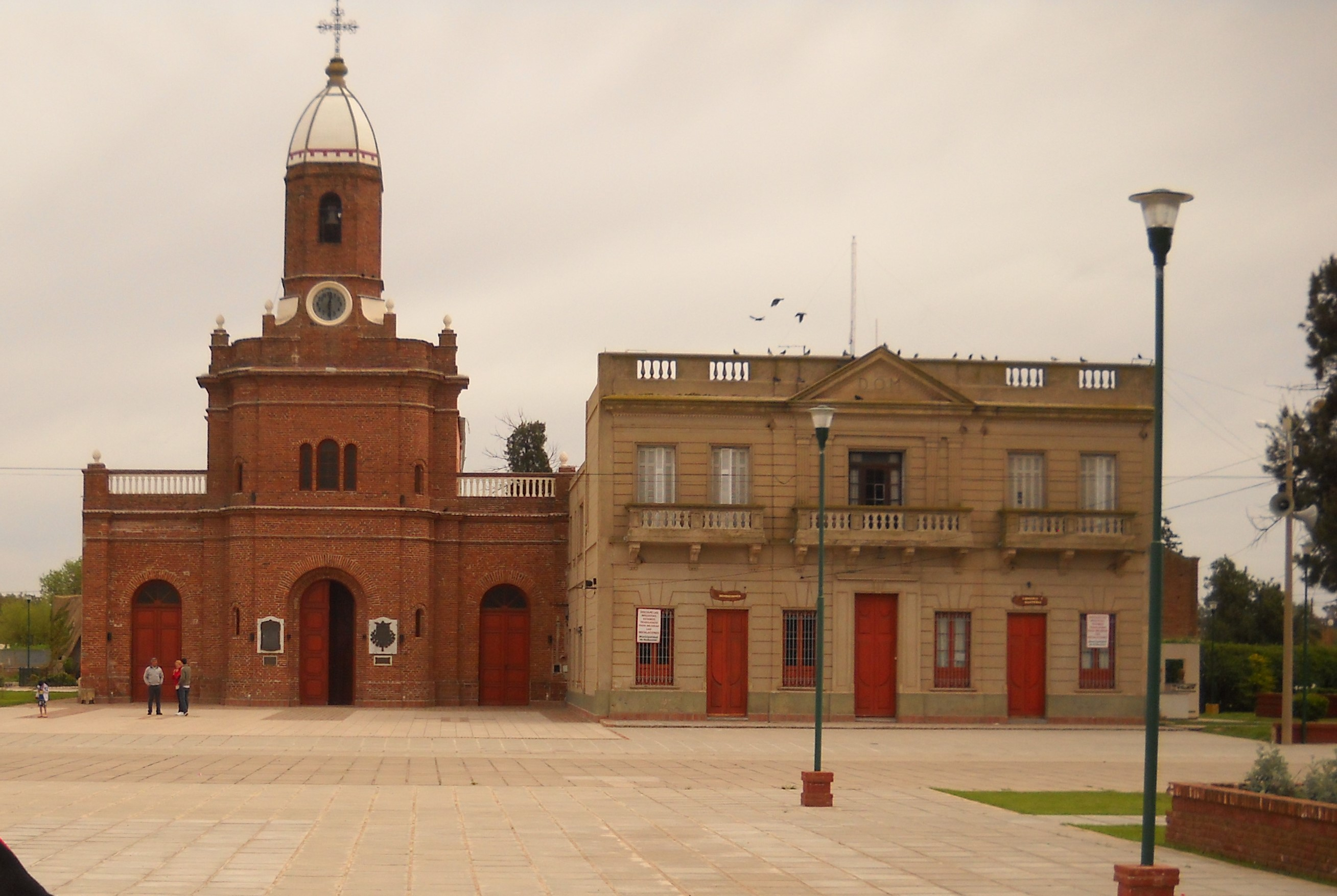
Santuario del Señor de la Buena Muerte (exterior)

En la actualidad las celebraciones religiosas se centran entre el 1 y 3 de mayo, y tienen una gran tradición que se extiende por todo el sur de la provincia de Córdoba y la zona central de la Argentina.

### La Imagen del Señor de la Buena Muerte
Es una escultura de Cristo crucificado, de tamaño natural. El cuerpo mide 183 centímetros de alto y el largo de sus brazos extendidos es casi igual. Es una talla de madera maciza y está crucificado sobre una cruz que mide 325 por 172 centímetros. Tiene la cabeza inclinada hacia el lado derecho, dejando caer una larga cabellera tallada. El cuerpo está anatomizado, marcando las costillas de manera acentuada. Las piernas se cruzan en una posición abierta y marcada. El perizoma presenta un gran plegado zigzagueante central y se pega prácticamente a la pierna izquierda, llegando hasta la altura de la rodilla; en la pierna derecha se abre dejándola totalmente al descubierto. Aparecen numerosas llagas y heridas, así como gotas de sangre por todo el cuerpo, dándole mayor dramatismo, propio de la escultura filipina. El rostro advierte un sereno patetismo, los ojos y la boca están entreabiertos. Es un Cristo de los que se utilizaban para las funciones del Viernes Santo, y tiene los brazos articulados para realizar la ceremonia del descendimiento de la cruz y venerarlo como Cristo yacente. La articulación de los brazos funciona en base a goznes de hierro recubiertos con una especie de fuelle de cabritilla

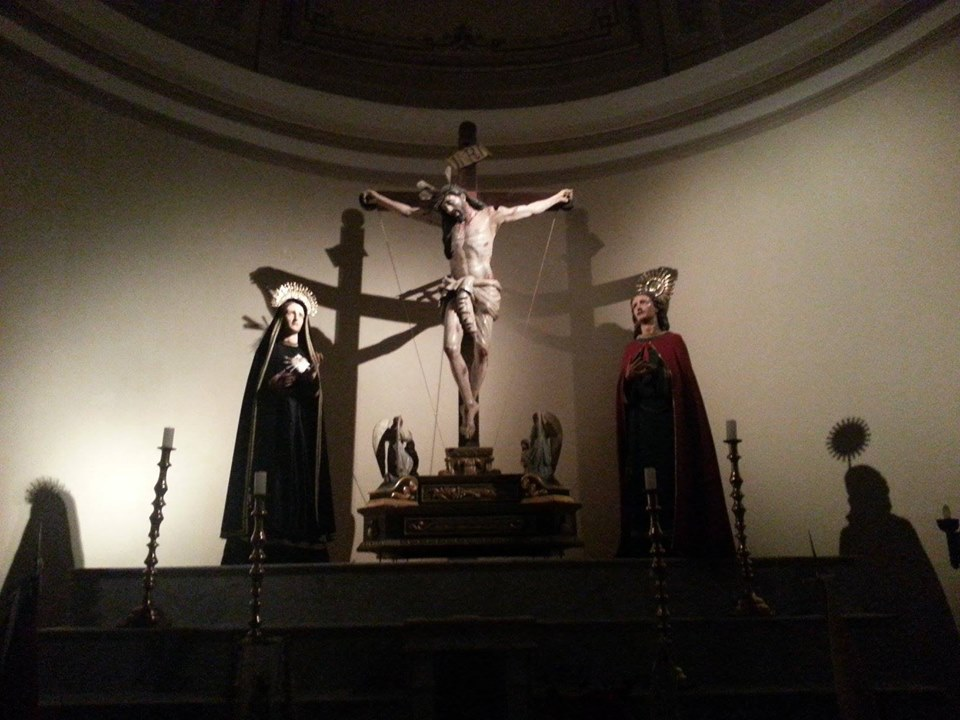
Imagen del Cristo de la Buena Muerte en el altar principal

#### Origen
Durante mucho tiempo el origen de la imagen del Cristo de la Buena Muerte de Reducción fue desconocido. Ya desde fines del siglo XIX y comienzos del XX, con la llegada de los franciscanos de Propaganda Fide se comienza a investigar el tema. El padre Quirico Porreca especula sobre un posible origen altoperuano o español de la escultura. Estas investigaciones históricas fueron seguidas por el rector del Santuario, Juan Bautista Fassi, durante la primera mitad del siglo XX y están publicadas en la revista El Heraldo de Reducción, que él dirigía. Fassi, ya en la década de 1940, abandona las hipótesis de un origen altoperuano o español y entrevé la posibilidad de que le escultura fuera realizada en la Córdoba colonial durante la primera década del siglo XIX por un artista que hubiera trabajado bajo las órdenes del obispo Juan Manuel Moscoso y Peralta, aunque no cuenta con los elementos probatorios para aventurar el nombre del escultor. Lo que es incuestionable es la presencia de la imagen en Reducción desde principios del siglo XIX, como lo evidencian los testimonios recopilados entre viejos pobladores de la zona y que constan en el Libro del Santuario entre 1907 y 1926. 
En la década de 1970 el deterioro de la imagen hizo necesaria una tarea de restauración que se inicia en 1975 bajo la dirección del experto en arte Héctor Schenone, junto a otros colaboradores. Schenone realiza un estudio estructural y tipológico de la imagen y es el primero en atribuir la obra al escultor de origen filipino Esteban Sampzon. La atribución realizada por Schenone no se basa en un documento probatorio (recibo, escrito de encargo, correspondencia), sino en el análisis estilístico de la escultura: “El viaje a la capital cordobesa me ha permitido reforzar mi conocimiento en el plano de lo formal de Esteban Sampzon, el autor, para mí, del Cristo de la Buena Muerte […] Hay además coincidencia entre la época en que Sampzon actúa en Córdoba y la donación del Cristo”. Schenone también percibe que la escultura del Santo Cristo está remedando un modelo iconográfico propio del gótico europeo, por lo que se trataría de la reproducción de una imagen devocional de origen español: “Esta imagen, de tamaño natural, con los brazos articulados, es una versión modernizada de una escultura gótica del siglo XIV, probablemente andaluza, quizás del célebre Cristo de San Agustín de Sevilla. Del prototipo medieval, copiado quizás de una estampa, queda la peculiar posición de los pies y el plegado del paño’’.

#### El Cristo de San Agustín de Sevilla como ícono de referencia
La idea de que la imagen de Reducción remite a otra imagen más antigua de origen extranjero se encuentra ya en los testimonios de los devotos recopilados a principios del siglo XX: “…había oído referir a una mujer llamada Pascuala (Bustos, según creo) que el Cristo de la Buena Muerte fue encontrado por otra mujer más vieja que ella en forma pequeñita […] Posteriormente vino a este punto un señor de nacionalidad portuguesa quien, conociendo el origen del pequeño Cristo se resolvió a encargar y a hacer venir otro de la misma advocación que es el actual”.
Investigaciones actuales confirman que la escultura de Sampzon toma como referencia o modelo algún grabado europeo de fines del siglo XVIII o principios del siglo XIX que reproduce la imagen del Cristo de San Agustín de Sevilla. Esta imagen sevillana, hoy custodiada por la Hermandad de San Roque (Sevilla),fue objeto de una enorme devoción tanto en España desde el siglo XIV, como en América durante la colonia. Para Flores Holgado hay dos grabados, uno del siglo XVIII y otro fechado en 1802, que podrían haber servido de modelo, por las grandes similitudes iconográficas, para el Cristo de la Buena Muerte: “Cabeza ladeada hacia la derecha, misma posición de piernas, de brazos y de pies. El sudario deja totalmente desnuda la pierna derecha y la pierna izquierda cubierta hasta la rodilla, teniendo un gran plegado en la zona central. La cabellera cae hasta la misma altura, justo por debajo de la llaga del costado. En ambos grabados aparece el detalle de la oreja, que no era casi nunca visible al público ya que el Santo Crucifijo llevaba una peluca que impedía apreciarla, y en este caso también se copia esta particularidad en el Cristo de Reducción”. El procedimiento de entregar un grabado europeo para que el artista americano lo reprodujera, a partir de su propio lenguaje estético, fue muy usual durante el período colonial.

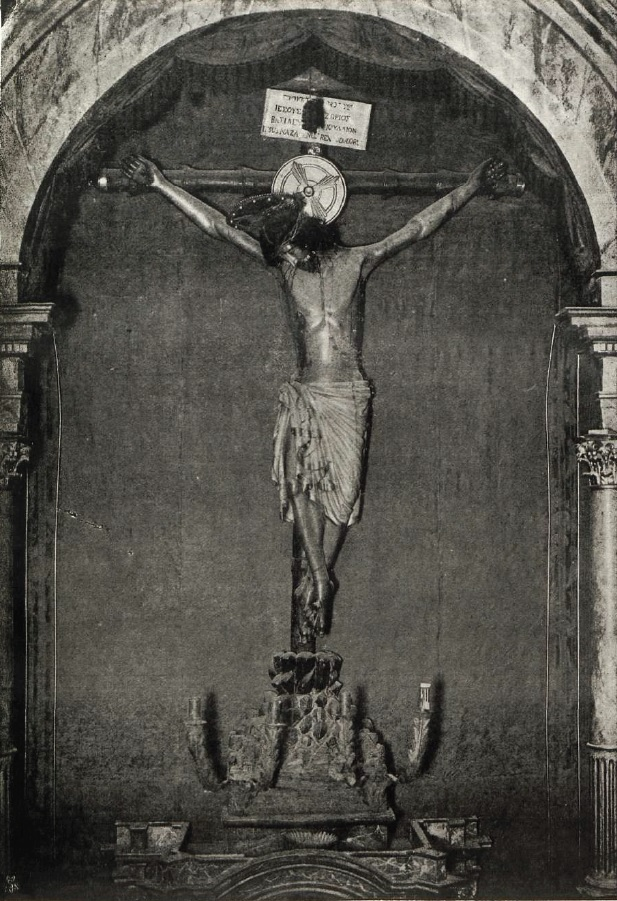
Cristo de San Agustín de Sevilla (imagen original del siglo XIV)
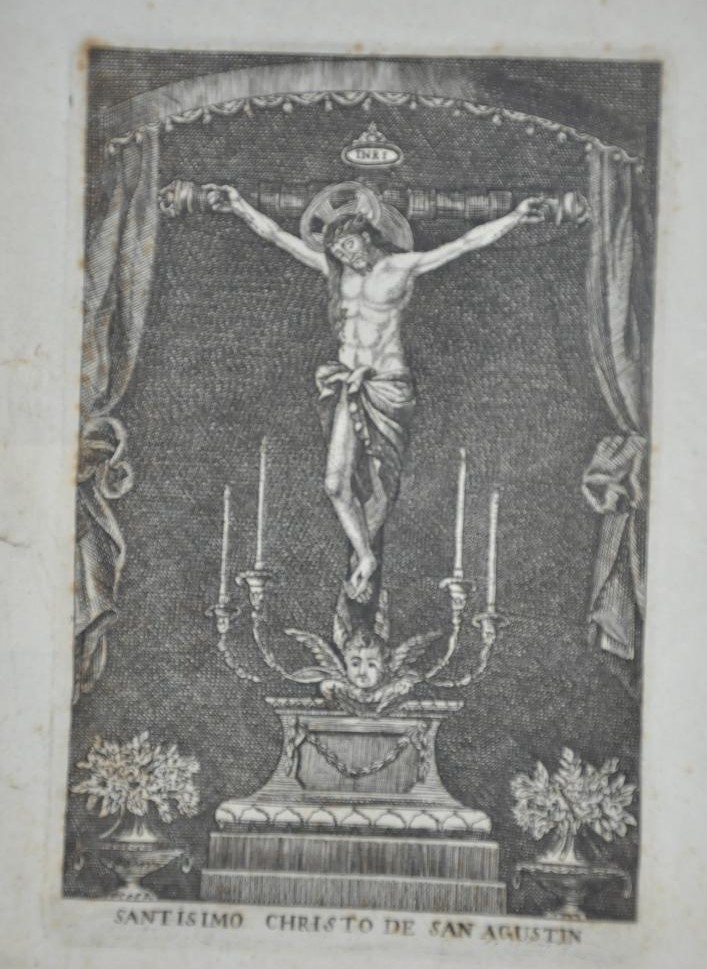
Cristo de San Agustín (grabado del siglo XVIII)
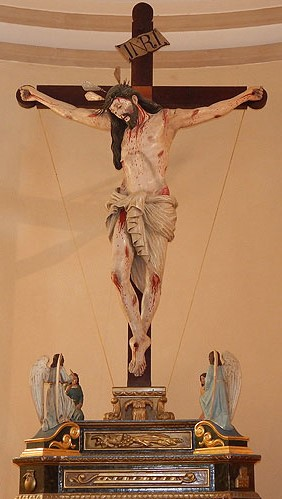
Cristo de la Buena Muerte de Reducción